# Бедренец Гроссгейма
Бе́дренец Гроссгейма (лат. Pimpinella grossheimii) — многолетнее травянистое растение, вид рода Бедренец (Pimpinella) семейства Зонтичные (Apiaceae). По современной классификации название является устаревшим синонимом таксона Бедренец козельцовый подвид камнелюбивый.

## Распространение и экология
Ареал вида охватывает Кавказ. Эндемик.
Произрастает на скалах, каменистых склонах и на горных степях на выс 1500—2500 м над уровнем моря.

## Биологическое описание
Корень толщиной около 1 см, прямой или восходящий, наверху иногда многоглавый; корневая шейка плотно одета бурыми волокнистыми остатками листовых черешков. Стебли высотой 20—55 см, в числе нескольких, редко одиночные, прямые, почти от основания или иногда от середины ветвистые с косо вверх направленными ветками, в нижней половине коротко бархатисто-опушённые, вверху голые.
Прикорневые листья многочисленные, на черешках короче или значительно длиннее пластинки, тонко и коротко бархатисто-опушённые, пластинка в очертании продолговатая или яйцевидная, дважды-трижды перисто-рассечённая, длиной 2,5—6 см, шириной 1—3 см, первичные доли яйцевидные, нижние на более или менее длинных черешочках (реже сидячие), верхние сидячие, в свою очередь перисто-рассечённые на ланцетовидные или яйцевидные острые дольки, длиной 2—10 мм, шириной 1—2 мм. Стеблевые листья в небольшом числе с небольшой пластинкой, рассеченной на линейные дольки; самые верхние — в виде прилегающего к стеблю влагалища, с почти полностью редуцированной пластинкой.
Зонтики в поперечнике 2—4,5 см, с 4—7 гладкими неодинаковыми по длине лучами. Обёртки и обёрточки отсутствуют. Лепестки белые, длиной около 1 мм, на спинке опушённые.
Плод яйцевидный, длиной 2,5 мм, шириной 1,5 мм.

## Таксономия
Вид Бедренец Гроссгейма входит в род Бедренец (Pimpinella) семейства Зонтичные (Apiaceae) порядка Зонтикоцветные (Apiales).
|  |                                      |  |                                                             |                                                             |                     |  | ещё 8 семейства (согласно Системе APG II) | ещё 8 семейства (согласно Системе APG II) |                         |  |  |  | ещё около 150 видов |
|  |                                      |  |                                                             |                                                             |                     |  | ещё 8 семейства (согласно Системе APG II) | ещё 8 семейства (согласно Системе APG II) |                         |  |  |  | ещё около 150 видов |
|  |                                      |  |                                                             | порядок Зонтикоцветные                                      |                     |  |                                           |                                           | род Бедренец            |  |  |  |                     |
|  |                                      |  |                                                             | порядок Зонтикоцветные                                      |                     |  |                                           |                                           | род Бедренец            |  |  |  |                     |
|  | отдел Цветковые, или Покрытосеменные |  |                                                             |                                                             | семейство Зонтичные |  |                                           |                                           | вид Бедренец Гроссгейма |  |  |  |                     |
|  | отдел Цветковые, или Покрытосеменные |  |                                                             |                                                             | семейство Зонтичные |  |                                           |                                           |                         |  |  |  |                     |
|  |                                      |  | ещё 44 порядка цветковых растений (согласно Системе APG II) | ещё 44 порядка цветковых растений (согласно Системе APG II) |                     |  |                                           | ещё более 300 родов                       | ещё более 300 родов     |  |  |  |                     |
|  |                                      |  |                                                             | ещё 44 порядка цветковых растений (согласно Системе APG II) |                     |  |                                           |                                           | ещё более 300 родов     |  |  |  |                     |